# 리보이 (1981년)
리보이(중국어 정체자: 李柏毅, 병음: Lî Bóyì, 1981년 10월 9일 ~ )는 중화민국의 정치인이다. 2018년 타이베이시 제6선거구의 시의원으로 당선된다.

## 학력
- 서던캘리포니아 대학교 항공우주기계공학 석사
- 창겅 대학 기계공학 학사

## 같이 보기
- 중국국민당